# Meranoplus bellii
Meranoplus bellii är en myrart som beskrevs av Auguste-Henri Forel 1902. Meranoplus bellii ingår i släktet Meranoplus och familjen myror.

## Underarter
Arten delas in i följande underarter:
- M. b. bellii
- M. b. javanus